# Bourges

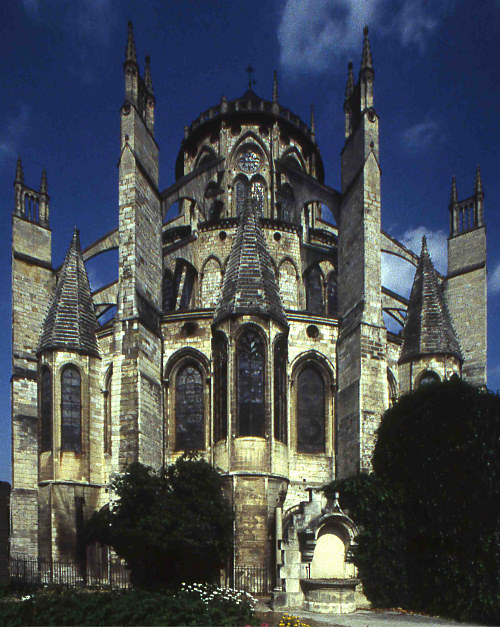
Katedra w Bourges

Bourges (wymowaⓘ, buʁʒ) – miasto i gmina we Francji, w Regionie Centralnym, w departamencie Cher.
Miasto leży nad kanałem Berry, u zbiegu rzeki Auron i Yevre (dorzecze Loary). Stolica historycznej krainy Berry i ośrodek administracyjny departamentu Cher.
Miasto Bourges w 2008 r. liczyło 64 tys. mieszkańców.
W mieście znajduje się stacja kolejowa Gare de Bourges.

## Zabytki
- zachowany fragment rzymskich murów obronnych
- gotycka katedra św. Szczepana (XII–XVII wiek), która została wpisana na listę światowego dziedzictwa kulturalnego UNESCO
- kościoły
  - St-Pierre
  - St-Bonnet z XVI wieku z cennymi witrażami
- późnogotycki Palais Jacques Cœur (1443–1451)
- pałace i domy (XV–XVI wiek) np. Maison de la Reine Blanche
- ratusz w dawnym pałacu biskupim z XVII wieku
- Musée du Berry ze zbiorami archeologicznymi

## Miasta partnerskie
- Augsburg
- Aveiro
- Forlì
- Koszalin
- Palencia
- Peterborough